# 2020年東京オリンピックのチャイニーズタイペイ選手団
2020年東京オリンピックのチャイニーズタイペイ選手団は、中華民国（台湾）の選手団で、2021年7月23日から8月8日にかけて日本の首都東京で開催された2020年東京オリンピックのチャイニーズタイペイ選手団の名簿。

## メダル
| メダル | 選手名               | 競技                 | 種目           | 日付    |
| ------ | -------------------- | -------------------- | -------------- | ------- |
| 金     | 郭婞淳               | ウエイトリフティング | 女子59kg級     | 7月27日 |
| 金     | 李洋 王斉麟          | バドミントン         | 男子ダブルス   | 7月31日 |
| 銀     | 楊勇緯               | 柔道                 | 男子60kg級     | 7月24日 |
| 銀     | 鄧宇成 湯智鈞 魏均珩 | アーチェリー         | 男子団体       | 7月26日 |
| 銀     | 李智凱               | 体操                 | 男子あん馬     | 8月1日  |
| 銀     | 戴資穎               | バドミントン         | 女子シングルス | 8月1日  |
| 銅     | 羅嘉翎               | テコンドー           | 女子57kg級     | 7月25日 |
| 銅     | 林昀儒 鄭怡静        | 卓球                 | 混合ダブルス   | 7月26日 |
| 銅     | 陳玟卉               | ウエイトリフティング | 女子64kg級     | 7月27日 |
| 銅     | 潘政琮               | ゴルフ               | 男子           | 8月1日  |
| 銅     | 黄篠雯               | ボクシング           | 女子フライ級   | 8月4日  |
| 銅     | 文姿云               | 空手                 | 女子組手55kg級 | 8月5日  |

## 種目別選手・スタッフ名簿及び成績

### アーチェリー
以下の種目に参加予定。
- 男子個人
- 男子団体
- 女子個人
- 女子団体
- 混合

### 射撃
以下の種目に参加予定。
- 女子10mエアピストル
- 女子25mピストル

### 競泳
以下の選手が出場資格を獲得している。
- 王星皓
  - （男子200m個人メドレー）